# Zagrodniki (osada leśna w województwie mazowieckim)
Zagrodniki – osada leśna w Polsce położona w województwie mazowieckim, w powiecie węgrowskim, w gminie Łochów.